# Follafoss
Follafoss és una entitat de població noruega ubicada al comtat de Trøndelag. Forma part del municipi de Verran. Amb una superfície de 0,68 km² i una població de 414 habitants (2013), Follafoss té una densitat aproximada de 609 persones per quilòmetre quadrat.
Follafoss es troba enmig del fiord de Beitstad, la branca més interna del fiord de Trondheim, a uns 12 quilòmetres al sud-oest del centre de Malm, la capçalera municipal, i a uns 15 quilòmetres al nord-est de Verrastranda. El riu Follaelva desemboca en el fiord de Trondheim a Follafoss. Els llacs Holden i Selavatnet també són afluents del fiord, i subministren energia elèctrica a través de l'empresa Nord-Trøndelag Elektrisitetsverk.
La localitat compta amb una església i una planta de celul·losa.